# Gara Arcești
Gara Arcești este o stație de cale ferată care deservește comuna Pleșoiu, județul Olt, România.